# Todos contra el canon
Todos contra el canon es una plataforma española constituida por empresas, asociaciones y particulares que rechazan el canon digital en la manera que está concebido en la nueva Ley de Propiedad Intelectual.

## Participantes
Esta plataforma está integrada por:
- 28 organizaciones y asociaciones de consumidores, de internautas, empresas y sindicatos
- 566 colectivos, representando a 475.800 personas.
- 179.688 particulares.

## Objetivo
La plataforma se plantea los siguientes objetivos:
- Sensibilizar a la sociedad sobre el impacto negativo que tiene la implantación del canon digital.
- Suprimir la implantación de dicho canon al considerarlo indiscriminado
- Asesorar a los políticos y administraciones
- Estimular a la industria discográfica y demás empresas del sector a buscar una nueva forma de negocio, ya que según esta plataforma el cobro del canon, supondría un atraso para el avance de la Sociedad de la Información (SI)

## Razones para estar en contra del canon
Esta plataforma se posiciona en contra del canon por diversas razones:
- Para los consumidores, supone un coste mayor en los productos, que no se indica en la factura, y cobran un derecho en materia de autor, se utilice el DVD para uso privado o para realizar una copia privada, es decir, que se está presuponiendo que cada DVD, o CD virgen se va a utilizar para realizar una copia de una obra con derechos de autor, según las estadísticas que maneja esta plataforma, la mayor parte de estos soportes (DVD, CD) se utilizan para copiar material propio y no con derechos de autor (con fotos personales, vídeos de vacaciones, etc.).
- Para las empresas debido a que los soportes que utilizan son para realizar su actividad comercial en ellos (proyectos, etc.) y no copias de obras con derecho de autor.
- También según esta plataforma frena el avance económico y social y crea desigualdad, ya que encarece el coste de muchos productos (móviles, ordenadores, impresoras, DVD, CD) y entre los artistas porque el canon se reparte en relación con la cantidad de unidades de CD O DVD vendidas por el autor de la obra.

## Alternativas al canon digital
Desde todos contra el canon se proponen las siguientes alternativas:
- Para compensar la copia privada, que el canon se incluya en el disco original, ya que así se da el derecho de forma efectiva de realizar copia privada y a la persona que potencialmente puede realizarla.
- En el ámbito cultural, creativo y social realizar acciones como la reestructuración del sector y permitir el acceso libre a los contenidos que son demandados desde la nueva sociedad de la información.
- Para las empresas, permitir una mayor competencia a nivel global.

## Acciones que realiza
Entre los proyectos se encuentra:
- Entrega de firmas a las administraciones públicas
- Interponer un recurso de inconstitucionalidad por medio del Defensor del pueblo ante el Tribunal Constitucional
- Campañas de comunicación y sensibilización.

## Eventos
La plataforma todos contra el canon interpuso unas preguntas a la Comisión Europea dando esta la razón a la plataforma y llegando a la conclusión de que el canon no se puede cobrar indiscriminadamente, en especial a las administraciones y empresas

## Posturas contrarias a la plataforma
Desde las diferentes gestoras de derechos de autor, entre ellas, SGAE, se manifiestan en contra de las propuestas de esta y otras plataformas y consideran que el canon está bien aplicado.